# Nicolai Høgh
Nicolai Høgh (Næsbjerg, 9 novembre 1983) è un ex calciatore danese, di ruolo difensore.

## Caratteristiche tecniche
Nikolai Høgh può essere schierato sia come terzino sinistro, quindi esterno basso, sia come difensore centrale.

## Carriera

### Club
Høgh inizia la carriera professionistica nel 2004, con la maglia dell'Esbjerg, in Superligaen, massima serie danese. Nel 2006 è titolare della difesa insieme al connazionale Christiansen. Il 19 giugno 2013 passa al Vålerenga, a partire dal 15 luglio successivo (data di riapertura del calciomercato locale). Il 23 gennaio 2015 rescinde il contratto che lo legava al club norvegese. Passa così all'AB in data 31 gennaio.

### Nazionale
È stato nel giro della Nazionale danese Under-21, con la quale ha collezionato 7 presenze.

## Palmarès

### Club

#### Competizioni nazionali
- Coppa di Danimarca: 1

Esbjerg: 2012-2013
- 1. Division: 1

Esbjerg: 2011-2012
- 2. Division: 1

Esbjerg: 2005-2006